# Will Z.
Will Z. est un auteur-compositeur-interprète, multi-instrumentiste et producteur belge. Sa musique est un mélange de rock psychédélique, de folk psychédélique, de hard rock et de pop baroque de la fin des années  1960 incorporant des éléments de world music comme la darbouka ou le sitar. Will Z. commence sa carrière en tant que bassiste, claviériste, percussionniste et chanteur du groupe Cosmic Trip Machine, ce qui l'amène à jouer et à produire le Book of AM ainsi que sa suite le Book Of Intxixu avec le collectif de folk psychédélique des années 1970 Can am des puig et Daevid Allen de Gong. Après l'enregistrement de plusieurs albums solo, Will Z. fonde Black Moon Tape avec le batteur Pierre Vancraenenbroeck.

## Biographie

### Cosmic Trip Machine / The Book Of AM (2008 à 2014)
En 2008, Will Z. commence sa carrière de musicien dans le groupe Cosmic Trip Machine avec lequel il réalisera quatre albums, Lord Space Devil, Vampyros Roussos, The Curse of Lord Space Devil et Golden Horus Name sur le label allemand Nasoni Records. Durant les sessions de Golden Horus Name, il se dirige d’abord vers la production d’autres groupes notamment Can am des puig qui l’amène à collaborer avec Daevid Allen et Gilli Smyth du groupe Gong puis vers une carrière solo.

### Carrière solo (2012 à 2015)
Son premier album solo, Shambhala Album, est enregistré en dix jours après avoir expérimenté une pratique méditative de la lignée Shambhala du Bouddhisme tibétain. Il sort en version limitée sur le label anglais Reverb Worship. Peu après, Will Z. travaille sur 12 Visions d’après Là-bas, le roman de Joris-Karl Huysmans paru en 1891 et l’Alchimie de Basile Valentin et Michael Maier. L’idée originale de Will Z. est « de créer la version négative de son premier projet solo de méditation » et d’explorer en musique le satanisme, l’occultisme, la magie mais également de s’inspirer de la musique de Judee Sill et de The Trees Community. 12 Visions est d’abord distribué par le label grec Anazitisi Records puis par Freaksville Records, le label de Miam Monster Miam et Jacques Duvall. Pour son troisième album solo, Dark Tales Of Will Z.  (Headspin), Will Z. réalise seul cet album plus sombre influencé par le folk psychédélique de Syd Barrett, le drone doom de Sunn O))) et le heavy metal de Black Sabbath. Pour grossir le son, à ses prises guitares, il ajoute une multitude de couches de synthétiseurs au son saturé. À propos de l’album, le site américain Doomed & Stoned dit que « c’est du rock’n’roll que Satan lui-même pourrait faire ! »  pendant que Cvlt Nation se demande « s’ils sont en train de flotter dans l’espace ? » . Dark Tales Of Will Z.  sort en septembre 2014, un mois après l'annonce de la fin de Cosmic Trip Machine. Pour défendre son album sur scène, Will Z. se fait accompagner d’invités comme la chanteuse Alice Artaud pour qui il produit son album Ouroboros Freaksville Records et de Sammy Goldstein et oG, collaborateurs de Cosmic Trip Machine. En 2015, Will Z. réalise New Start  pour le label Mega Dodo et revient vers le folk rock avec de nombreux invités musiciens. Se voulant être un hommage aux musiciens établis à Deià (Majorque) à la fin des années 1970, il s’agit du premier album posthume de Daevid Allen et de Carmeta Mansilla chanteuse de Can am des puig, tous deux décédés peu de temps avant la sortie. L'année suivante, A New Mirrored You sort chez Freaksville Records. L'album est basé sur la vita nuova de Dante Alighieri.

### Black Moon Tape (depuis 2016)
Après sa carrière solo folk et expérimentale, Will Z. souhaite retrouver le plaisir d'être en groupe et l'innocence de ses premières années musicales. Il fonde donc Black Moon Tape et propose en 2017 un nouvel album-concept The Salvation Of Morgane, la première partie d'une trilogie inspirée par des chansons écrites durant 20 ans et laissées inachevées. Ces morceaux servent de trame pour raconter l'histoire (fictive aux relents fortement autobiographiques) de Morgane, chanteuse de folk, et ses désillusions dans le monde de la musique. L'album ressort en 2018 sur le label américain Nomad Eel Records et participe au Record Store Day aux États-Unis. La même année, Will Z. décide d'aller enregistrer un nouvel album à Berlin dans un studio utilisant exclusivement du matériel des années 1950 et 1960. En 2019, le groupe, auquel se sont greffés plusieurs autres musiciens, est prêt à faire paraître Hello Ghost. L'album s'appuie sur des thèmes comme la liberté, le confinement, la solitude ressentie parmi les autres, et semble ainsi avoir anticipé la Pandémie de Covid-19, l'année suivante. 

## Discographie

### Avec Cosmic Trip Machine
- 2008 : Lord Space Devil
- 2009 : Vampyros Roussos
- 2010 : The Curse Of Lord Space Devil
- 2012 : Golden Horus Name

### Albums produits
- 2011 : oG Musique – The Woman Who Took A Flying Lead Over The Fence
- 2012 : Can am des puig – The Book of AM
- 2015 : Alice Artaud – Ouroboros
- 2016 : Can am des puig – The Book of Intxixu

### Albums solo
- 2012 : Shambhala Album (en tant que « Will Z.’s Amazing Flying Clock »)
- 2013 : 12 Visions
- 2014 : Dark Tales Of Will Z.
- 2015 : New Start
- 2016 : A New Mirrored You

### Avec Black Moon Tape
- 2017 : The Salvation Of Morgane
- 2019 : Hello Ghost